# Norops delafuentei
Norops delafuentei este o specie de șopârle din genul Norops, familia Polychrotidae, descrisă de Orlando H. Garrido în anul 1982. Conform Catalogue of Life specia Norops delafuentei nu are subspecii cunoscute.